# Zona del Canal de Panamá
La Zona del Canal de Panamá (en inglés: Panama Canal Zone) fue un territorio no incorporado de los Estados Unidos enclavado en Panamá que consistía en el canal de Panamá y las tierras, aguas y espacio aéreo circundantes. Su capital era Balboa y tenía un área de 1432 km² y se extendía a 8 km (5 millas) a cada lado del canal, excluyendo las ciudades de Panamá y Colón, que se encontraban parcialmente dentro de ese rango. Las fronteras de este territorio dividían Panamá en dos partes, y fueron creadas el 18 de noviembre de 1903 con la firma del tratado Hay-Bunau Varilla.
La Zona del Canal fue abolida en 1979, como término de los Tratados Torrijos-Carter dos años antes. Posteriormente, el canal estuvo bajo control conjunto de Estados Unidos y Panamá hasta que fue entregado completamente a Panamá el 31 de diciembre de 1999.

## Historia

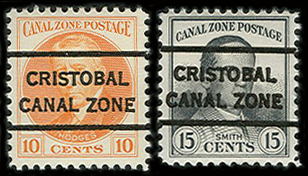
Sellos de la Zona del Canal (serie de 1928)

Desde 1903 hasta 1979, el territorio fue controlado por los Estados Unidos, que construyeron y financiaron el canal. Debido a los hechos acontecidos en el Día de los Mártires, el 9 de enero de 1964, que reclamaban el retorno de la Zona del Canal a la República de Panamá, mediante los Tratados Torrijos-Carter firmados en 1977, comenzó la descolonización del territorio en 1979 y se convirtieron en las Áreas Revertidas del Canal de Panamá, una zona de soberanía compartida entre Estados Unidos y Panamá. Gradualmente, dichas áreas serían transferidas a la República de Panamá. La última bandera estadounidense fue arriada en Balboa en la Nochevieja de 1999.
Durante el control estadounidense de la Zona del Canal, el territorio al margen del mismo Canal, fue usado principalmente para fines militares; sin embargo existían aproximadamente 3000 civiles estadounidenses que vivían como residentes permanentes. El uso militar dado por los estadounidenses cesó cuando el territorio fue traspasado a control panameño, al igual que se retiraron los estadounidenses que habitaban el área. Actualmente el territorio es usado para fines comerciales, industriales y turísticos.

## Gobierno y política
El canal fue construido por la Panama Canal Company, que era propiedad en un 1 % del Gobierno de Estados Unidos, hasta el 31 de diciembre de 1999 (después de 1979 se llamaría Panama Canal Comission PCC). La Gobernación de la Zona del Canal controlaba el territorio, en una especie de compañía colonial que aplicaba un sistema de apartheid a quienes trabajaban dentro de ese territorio, conocido como Gold Roll y Silver Roll. 
Los trabajadores incluidos en el Gold Roll, eran los estadounidenses con posiciones importantes dentro de la Compañía del Canal de Panamá. Los trabajadores bajo el sistema del Silver Roll, con subjefaturas y puestos poco claves para el funcionamiento del canal de Panamá, eran en su mayoría panameños o de otras nacionalidades. Todos trabajaban para la Compañía o para el Gobierno de la Zona del Canal. No había tiendas independientes; los bienes de consumo eran comprados y vendidos en una serie de tiendas auspiciadas por la Compañía llamadas comisariatos.
La Zona del Canal tenía su propia fuerza policial, cortes y jueces, compañía telefónica con código de área propio, compañía de electricidad, agua potable, bomberos, hospitales "GORGAS", Coco Solo, granjas, escuelas segregadas entre blancos zoneítas (Balboa High School), y no blancos (Paraiso High School), lugares de diversión, cines y teatros (Balboa Theater), cafeterías, pistas de bolos y canchas de tenis, campo de equitación Curundu Horse Club, campos de golf (Summit, Amador, Horoko, Brazos Brook) y el Hotel Tivoli. El jefe de la Compañía también era el gobernador de la Zona del Canal, que era miembro del Cuerpo de Ingenieros del Ejército de los Estados Unidos. No había casas en propiedad; en cambio se alquilaban las casas que eran asignadas por la Compañía. Cuando alguien renunciaba por cualquiera causa, la casa quedaba libre y los empleados podían solicitarla.

## Galería

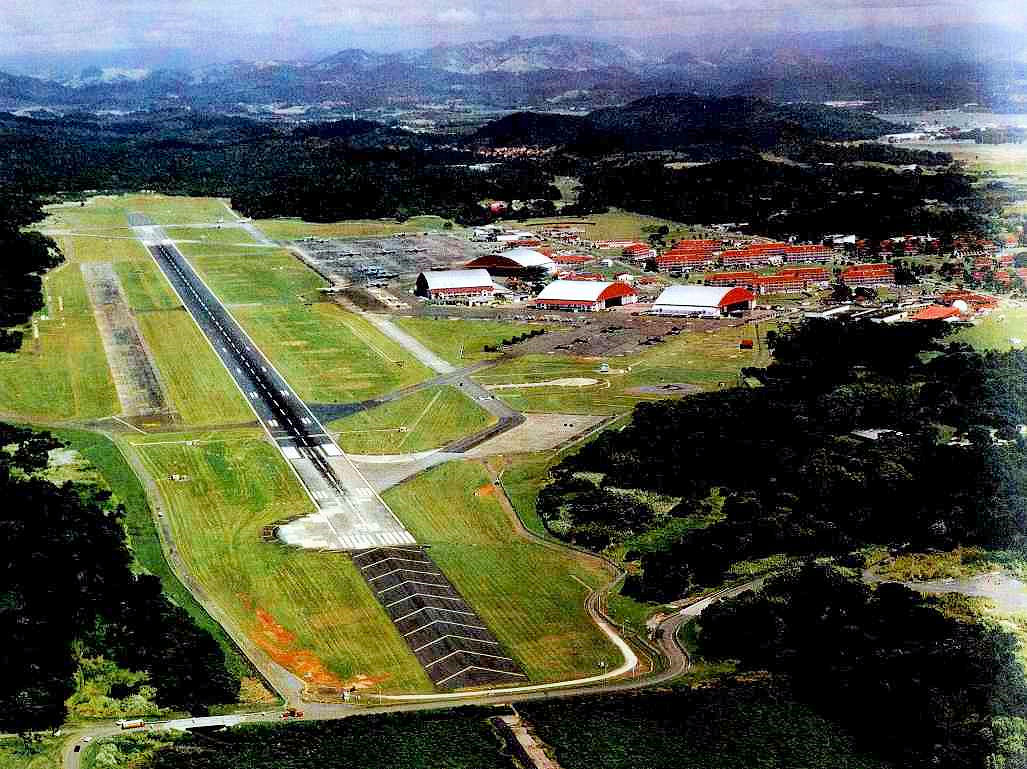
La base de la Fuerza Aérea Howard en 1970; fue entregada al gobierno panameño el 1 de noviembre de 1999.
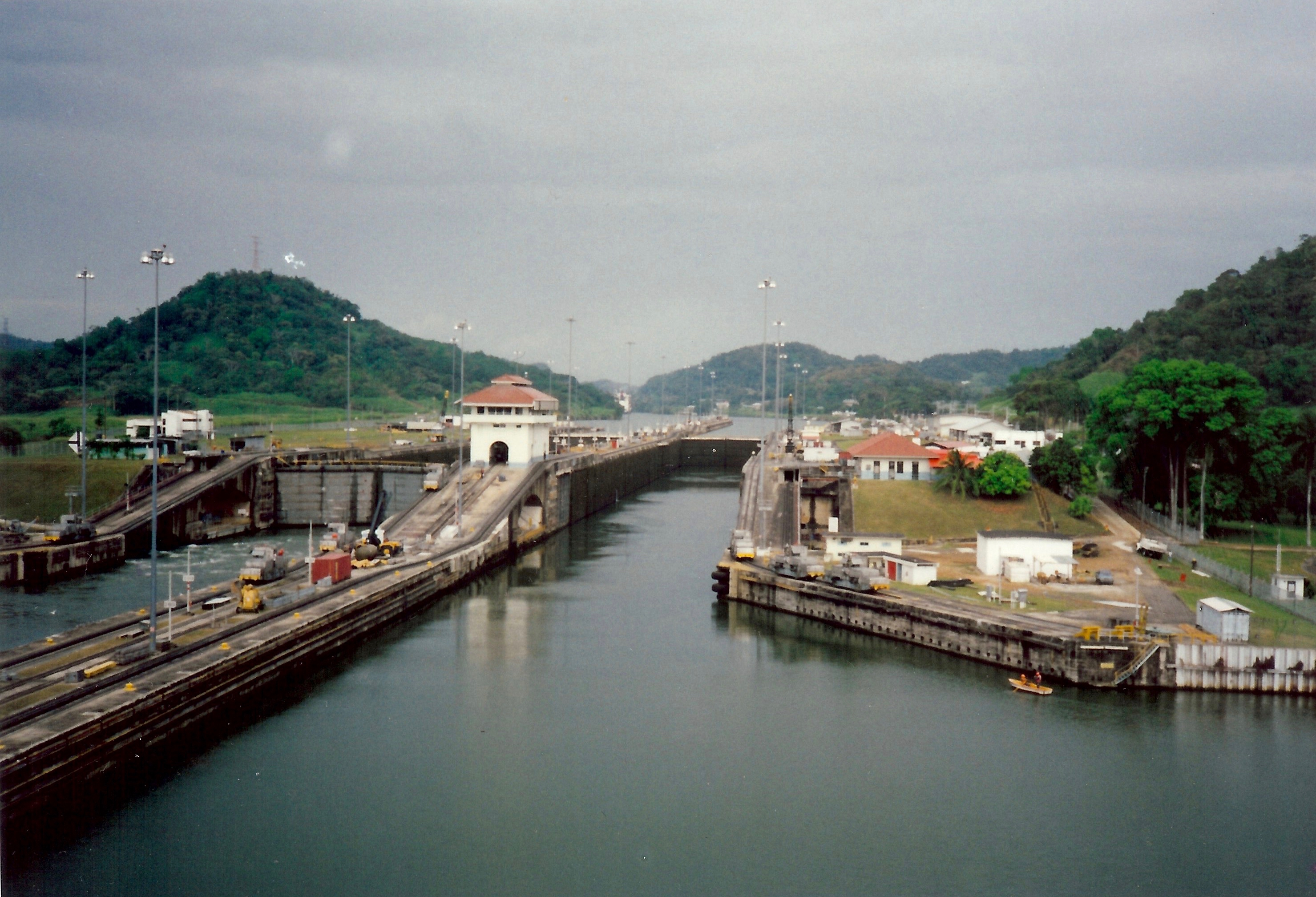
Canal de Panamá en 1994.
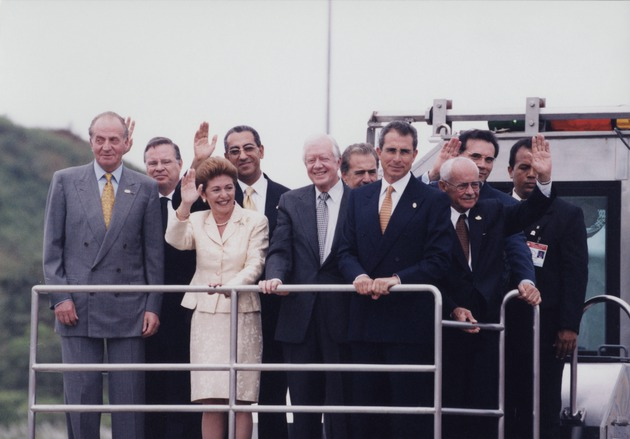
La presidenta panameña Mireya Moscoso, junto a otros presidentes de Iberoamérica, en la ceremonia protocolar de entrega del canal al control total panameño el 14 de diciembre de 1999.